# Protosticta bivittata
Protosticta bivittata – gatunek ważki z rodziny Platystictidae.